# Soul to Squeeze
"Soul to Squeeze" é uma canção da banda americana Red Hot Chili Peppers, lançada em 1993 como single e como parte da trilha sonora do filme Coneheads. Ela se tornou um sucesso inesperado com um pico na primeira posição no Modern Rock Tracks e vigésima segunda posição no Billboard Hot 100. A canção foi incluída na coletânea Greatest Hits, em formato CD e DVD, lançada em 2003.

## Faixas
CD single (1991)
1. "Soul to Squeeze" (álbum)
2. "Nobody Weird Like Me" (ao vivo)
3. "If You Have to Ask" (Friday Night Fever Blister Mix)
4. "If You Have to Ask" (Disco Krisco Mix)
5. "If You Have to Ask" (Scott and Garth Mix)
6. "If You Have to Ask" (álbum)
7. "Give It Away" (editada)

CD version 2 (1991)
1. "Soul to Squeeze" (álbum)
2. "Nobody Weird Like Me" (ao vivo)
3. "Suck My Kiss" (ao vivo)

CD version 3 (Card Cover)(1993)
1. "Soul to Squeeze" (álbum)
2. "Nobody Weird Like Me" (ao vivo)

CD version 4 (1993)
1. "Soul to Squeeze" (álbum)
2. "Nobody Weird Like Me" (ao vivo)
3. "If You Have to Ask" (Scott and Garth Mix)
4. "Soul to Squeeze"

Versão 7" (lançado como Jukebox)
1. "Soul to Squeeze" (álbum)
2. "Nobody Weird Like Me" (ao vivo)

Single cassete
1. "Soul to Squeeze" (álbum)
2. "Nobody Weird Like Me" (ao vivo)